# Rhyacophila articulata
Rhyacophila articulata là một loài Trichoptera trong họ Rhyacophilidae. Chúng phân bố ở miền Cổ bắc.